# Baraka (Fizi)
Baraka is een stad in Congo-Kinshasa. Baraka ligt in de provincie Zuid-Kivu en is de belangrijkste plaats in het territorium Fizi. De naam Baraka is afgeleid van het Arabische woord voor wijsheid en zegen.

## Geografie
De stad ligt aan de westoever van het Tanganyikameer aan een soort baai die aan de oostzijde wordt begrensd door het schiereiland van Fizi. Op 10 februari 2010 werd aan Baraka door de nationale en provinciale regering de status van stad toegekend. Begin 2011 had de stad 115.289 inwoners op een oppervlakte van 25 km². Het is hiermee na Bukavu en Uvira het grootste stedelijke gebied in de provincie Zuid-Kivu.

## Geschiedenis
Baraka was in 1882 de eerste plek binnen de administratieve eenheid Kivu waar verstedelijking plaatsvond. In de jaren 70 van de 20e eeuw voerde de militaire vleugel van de Revolutionaire Volkspartij (PRP) onder leiding van Laurent-Désiré Kabila, vanuit haar basis in de bergen rond Fizi en Baraka, strijd tegen het bewind van president Mobutu. Na een offensief van het Zaïrese leger eind 1984 werd de PRP verdreven.
In Baraka is een basis van de VN vredesmacht MONUSCO.